# Corrupción empresarial

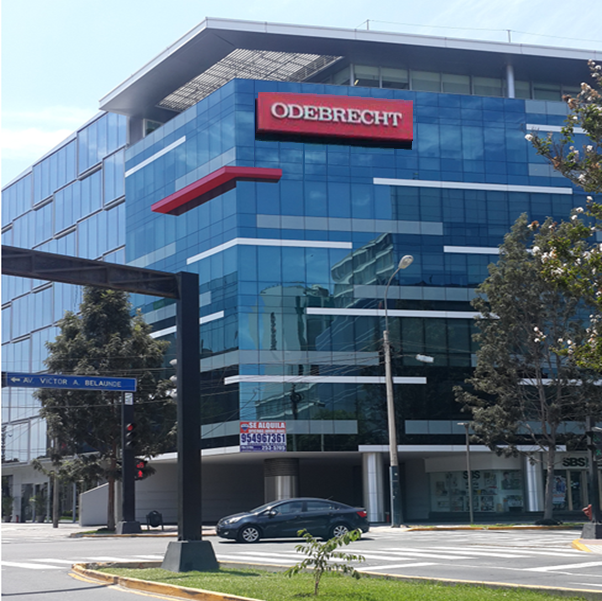
La empresa Odebrecht ha sobornado a los principales funcionarios del gobierno de 12 países: Angola, Argentina, Colombia, Ecuador, Estados Unidos, Guatemala, México, Mozambique, Panamá, Perú, República Dominicana y Venezuela, para obtener beneficios en contrataciones públicas.

En criminología, la corrupción o delincuencia empresarial se refiere a delitos y faltas cometidos por una empresa (como persona jurídica) o por personas que actúan en nombre de una empresa. Algunos comportamientos nocivos de las empresas no constituyen delito; esto depende de las leyes y las jurisdicciones que afectan a su actuación. Por ejemplo, algunas jurisdicciones permiten la información privilegiada.
La corrupción empresarial frecuentemente coincide con:
- delitos de cuello blanco, porque la mayoría de personas que pueden actuar como o representar los intereses de una empresa son profesionales de cuello blanco;
- crimen organizado, porque los delincuentes pueden usar las corporaciones para propósitos criminales como el lavado de dinero procedente del crimen; el "producto bruto criminal" o volumen de negocio asociado a actividades delictivas se estima que alcanza el 20% del comercio mundial (de Brie 2000), y
- corrupción política porque, en muchos contextos, la oportunidad de cometer delitos se facilita por la protección de las autoridades.

## Persona jurídica
Una decisión de 1886 de la Suprema Corte de Estados Unidos, en el caso del "Condado de Santa Clara vs. Southern Pacific Railroad" (118 U.S. 394 (1886)), ha sido citado en varios juzgados de Estados Unidos como precedente para afirmar que una empresa puede ser definida legalmente como una "persona", tal como se describe en la 14.ª enmienda a la Constitución de los Estados Unidos. Esta enmienda estipula que:

Ningún Estado elaborará ni aplicará ley alguna que restrinja los privilegios o inmunidades de los ciudadanos de los Estados Unidos, ni deberá tampoco privar a persona alguna de la vida, de la libertad ni de la propiedad sin el debido proceso legal, ni negará tampoco a persona alguna dentro de su jurisdicción la protección igualitaria que ofrecen las leyes.
No State shall make or enforce any law which shall abridge the privileges or immunities of citizens of the United States; nor shall any State deprive any person of life, liberty, or property, without due process of law; nor deny to any person within its jurisdiction the equal protection of the laws.

En el derecho inglés, esta jurisprudencia se equipara con la decisión de Salomon v Salomon & Co [1897] AC 22. En la jurisprudencia australiana, según la Corporations Act 2001 (Cth)" (Ley Corporativa 2001 (Cth)), una empresa se reconoce legalmente como "persona jurídica".[cita requerida]

## Política de aplicación de la ley
El crimen corporativo se ha vuelto políticamente sensible en algunos países. En el Reino Unido, por ejemplo, después de la gran publicidad que se les dio a los accidentes fatales que ocurrieron en las vías ferroviarias y en el mar, el término suele utilizarse para referirse a la negligencia criminal en el ámbito empresarial, y suele incluir un análisis más general acerca de los riesgos tecnológicos que representan las empresas comerciales (véase Wells, 2001).
La Comisión para la Reforma de la Legislación de Nueva Gales del Sur ofrece una explicación de dichas actividades criminales:

El crimen corporativo plantea una amenaza significativa para el bienestar de la comunidad. Considerando la presencia invasiva de las corporaciones en una amplia gama de actividades en nuestra sociedad y el impacto de sus acciones sobre un grupo mucho más amplio de personas que se ven afectadas por actos individuales, la posibilidad de un daño tanto económico como físico provocado por una corporación es grande. (Comisión para la Reforma Legislativa de Nueva Gales del Sur, 2001)
Corporate crime poses a significant threat to the welfare of the community. Given the pervasive presence of corporations in a wide range of activities in our society, and the impact of their actions on a much wider group of people than are affected by individual action, the potential for both economic and physical harm caused by a corporation is great (Law Reform Commission of New South Wales: 2001)

De la misma manera, Russell Mokhiber y Robert Weissman (1999) afirman:

A cierto nivel, las corporaciones desarrollan nuevas tecnologías y economías de escala. Éstas pueden beneficiar los intereses económicos de los consumidores masivos, al presentar nuevos productos y métodos más efectivos de producción masiva. A otro nivel, considerando la ausencia en nuestros tiempos de un control político, las corporaciones sirven para destruir los fundamentos de la comunidad civil y la vida de las personas que forman parte de ella.
At one level, corporations develop new technologies and economies of scale. These may serve the economic interests of mass consumers by introducing new products and more efficient methods of mass production. On another level, given the absence of political control today, corporations serve to destroy the foundations of the civic community and the lives of people who reside in them.

Existe una carencia de estudios de alta calidad sobre corrupción empresarial, esto ha hecho difícil la construcción de políticas basadas en la evidencia, por lo que se realizó una revisión sistemática de 106 estudios de prevención y control de delitos empresariales.  
La revisión agrupó las intervenciones en 6 categorías: (1) leyes, (2) sanciones punitivas, (3) sanciones no punitivas, (4) políticas reguladoras, (5) otras sanciones y (6) tratamientos múltiples. Los resultados indican que las intervenciones jurídicas tienen un efecto disuasorio sobre el incumplimiento de las empresas y no se puede determinar su efecto sobre las infracciones individuales. Las intervenciones de carácter regulador, por su parte, tienen un modesto pero consistente efecto disuasorio en las infracciones individuales y un efecto mixto sobre las empresas. Asimismo, el uso de más de una intervención simultánea tiene un efecto pequeño pero consistente para ambos casos. 

## Modalidades
Algunas modalidades de delito empresarial:
- Falseamiento de los estados contables
- Manipulación en el mercado bursátil
- Uso ilegítimo de información privilegiada
- Soborno comercial
- Soborno a funcionarios, directa o indirectamente
- Publicidad engañosa o preventa engañosa
- Fraude o malversación
- Mal uso de los fondos en quiebras y bancarrotas
- Evasión fiscal

## Aspectos generales de la corrupción empresarial
Diversas investigaciones publicadas a partir de 2000, han encontrado ciertas características generales de la corrupción asociada al sector privado de la economía. Entre las características encontradas destacan:
- La corrupción empresarial fomenta la informalidad y la economía sumergida al actuar como barrera a la entrada de competidores formales en el sector privado. Además algunos productores para competir más favorablemente optan por operar a escala más pequeña y de manera menos productiva.
- La corrupción afecta al crecimiento de las industrias del sector privado. Este resultado parece ser altamente independiente del tamaño de la industria. Una vía posible en que la corrupción afecta a las perspectivas de crecimiento es su impacto negativo en la innovación de productos.
- Las PYMEs cuando realizan sobornos o mordidas por cohecho pagan un mayor porcentaje de su ingreso comparado con las grandes compañías. Este tipo de pagos parecen ser la principal forma de corrupción empresarial entre las PYMEs.
- El cohecho no es la única forma de corrupción asociada a las grandes empresas. El desfalco por parte de empleados propios, el fraude empresarial y el insider trading (asociada a la información privilegiada) puede ser igualmente muy dañina.
- Existe evidencia de que las empresas privadas son responsables de un volumen de corrupción equiparable al que tiene lugar en el sector público. Algunas situaciones como la cooptación de administraciones públicas son particularmente dañinas para la economía. Frecuentemente las empresas corrompen a funcionarios públicos por lo que pueden obtener beneficios a partir de fondos públicos.
- La corrupción empresarial es un síntoma de mala administración. La administración sólo puede ser mejorada mediante esfuerzos coordinados de gobiernos, agentes económicos y sociedad civil[3]